# Церква Всіх Святих (Миколаїв)
Миколаївський Храм Всіх Святих (в народі — Кладовищенська церква) — двопрестольна церква, збудована у 1807 році. Вважається єдиною церквою Миколаєва, що ніколи не закривалась владою міста. Заснована на території старого міського кладовища, вул. Степова 35.

## Історія церкви
Церква була побудована на благодійні кошти адміралів, місцевих купців та міщан. Освятили церкву вже за рік після початку будівництва — 9 червня 1808 року, на прохання І. І. де Траверсе — Головного командира Чорноморського флоту.
Завдяки турботам міського голови К. Н. Соболєва — колишнього церковного старости і купця першої гільдії. Напередодні 200-річчя храм відреставрували, до нього надійшли нові ікони та над ним засяяли золоті куполи.
На початку XX століття загальна кількість парафіян церкви становила понад 2 тисячі осіб, в основному це були жителі Військової слобідки.
У приході були школи: одна змішана (14 хлопчиків та 12 дівчаток) та дві комітетські. Штат служителів був великий: 3 священики, 2 диякони та 1 псаломщик — багато з них мали церковні нагороди за старанну працю.
У 1908 році, до століття церкви, жінки-прихожанки подарували храму Святе Розп'яття, що збереглося до наших днів. Всехсвятська церква — єдина у місті церква, яка ніколи не закривалася: служба в ній триває вже третє сторіччя. Сьогодні у храмі знаходяться 6 ікон із мощами святих:
- ікона Святителя Тихона (Бєлавіна), патріарха Московського та Всея Русі (1865—1925 рр.), з частиною його вбрання;
- ікона Святителя Феодосія, архієпископа Чернігівського та Всея Русі, чудотворця (пом. 1969 р.);
- ікона преподобного лікаря Агапіта Печерського (жив у XI столітті);
- ікона преподобного Іова, ігумена Почаєвського (1550—1651 рр.);
- ікона преподобного Лаврентія Чернігівського (1868—1950 рр.);
- ікона преподобного Амфілахія Почаївського (1897—1971 рр.)

За радянських часів у стінах храму зберігалося безліч цінних ікон, врятованих з інших соборів.
1 лютого 1991 року будівля церкви була внесена до списку нововиявлених об'єктів, що становлять архітектурну цінність, та взята під державну охорону.

## Архітектура
Одноповерхова будівля, що виготовлена з каменю у формі хреста. Над входом розміщена дзвіниця. Храм містить до 500 віруючих одночасно.
Церква має два престоли: головний — на честь Усіх Святих, другий — в ім'я Святого Апостола та Євангеліста Іоана Богослова. Над притвором розміщується дзвіниця, в центральній частині храм прикрашений восьмигранним куполом. За своїми стилістичними ознаками архітектура церкви тяжіє до класицизму. Купол і дзвіниця при будівництві були прикрашені двома золоченими хрестами, лежачи на золочених кулях. Вікна з напівциркульним завершенням автори проекту декорували металевими решітками. Над головним входом, у верхньому ярусі дзвіниці, було встановлено годинник. Однак імена архітекторів, які проектували та будували церкву, досі не встановлені.
Згодом храм розширили: наприклад, дзвіниця з'явилася в 1852 році завдяки К. Н. Соболєву та парафіянам. А в 1878 році адмірал М. А. Аркас ініціював будівництво великої красивої каплиці праворуч від входу в церковний двір.

## Склеп
По правій стороні від входу в храм розташовується фамільний склеп сім'ї Аркас: миколаївського генерал-губернатора Миколи Андрійовича Аркаса, його дружини Софії Петрівни Богданович-Аркас, їхнього сина історика Миколи Миколайовича Аркаса та їхніх близьких родичів.
У 1936 році у цей же склеп було перевезено залишки першого громадянина міста Миколаєва та засновника верфі на Інгулі М. Л. Фалєєва.

## Некрополь
Миколаївський некрополь, на теренах якого розташовано храм, вперше згадується наприкінці XVIII століття, а мапа 1795 року має мітку про міське кладовище.
У некрополі Миколаєва поховано багато відомих та заслужених осіб, зокрема, науковці, які увійшли до енциклопедій світу, 33 адмірали російського флоту.
За оцінками старшого наукового співробітника Миколаївського обласного краєзнавчого музею, організатора товариства «Кронос», мета діяльності якого — порятунок Миколаївського некрополя Т. М. Губської тут покояться орієнтовно 350—400 тис. чоловік.